# The Prelude Implicit
The Prelude Implicit è il quindicesimo album in studio del gruppo rock statunitense Kansas, pubblicato nel 2016.

## Storia
È il primo album in studio da Somewhere to Elsewhere del 2000, e segna la fine di un lungo periodo di pausa dalla composizione. Il membro fondatore Kerry Livgren, che era tornato come autore principale per quell'album, lasciò nuovamente la band dopo la sua uscita, lasciando Steve Walsh come unico compositore del gruppo; la sua riluttanza a impegnarsi in nuovo materiale in studio ha lasciato la band senza nuovo materiale. Mentre il gruppo avrebbe continuato a pubblicare album live e compilation per tutto il decennio successivo, si formarono i Native Widow, come progetto parallelo di Ehart, Greer, Ragsdale e Williams che volevano registrare nuovo materiale come entità separata. 
La partenza di Walsh nel 2014, e l'aggiunta di Ronnie Platt e David Manion, e in seguito di Zak Rizvi hanno aperto la strada a un nuovo album dei Kansas.

## Tracce
Brani composti da Billy Greer, Rich Williams, Phil Ehart:
1. With This Heart – 4:13
2. Visibility Zero – 4:27
3. The Unsung Heroes – 5:02
4. Rhythm in the Spirit – 5:58
5. Refugee – 4:23
6. The Voyage of Eight Eighteen – 8:18
7. Camouflage – 6:42
8. Summer – 4:07
9. Crowded Isolation – 6:10
10. Section 60 – 3:59

Tracce Bonus
1. Home on the Range – 3:26
2. Oh Shenandoah – 3:39

## Formazione
- Ronnie Platt - voce, organo
- Rich Williams - chitarra acustica, chitarra elettrica
- Billy Greer - basso, voce, cori
- Phil Ehart - batteria, percussioni
- David Manion - piano, tastiera
- Zak Rizvi - chitarra elettrica, cori
- David Ragsdale - violino, cori